# عبد السلام الصفراني
عبد السلام الصفراني هو عضو المجلس الأعلى للدولة في ليبيا، ورئيس كتلة حزب العدالة والبناء بالمجلس، وعضو سابق في المؤتمر الوطني العام في ليبيا ورئيس لجنة رد المظالم بالمؤتمر سابقاً.